# Martine (livro)
Martine, anteriormente, em Portugal, Anita, de 1966 a 2015, é a personagem dos livros infantis escritos por Marcel Marlier (ilustrador) e Gilbert Delahaye criada em 1954.
Em Portugal, começaram a circular em 1966, pela mão da Editorial Verbo. 
Em 2015, e já publicadas pela editora Zero a Oito, a Anita passou a usar o seu nome original: Martine.
Depois da sua criação, a série conheceu uma tiragem total de cerca de 85 milhões de exemplares num grande número de países.

## Livros
| - [1] - Martine à la ferme (1954)- Anita na Quinta - [2] - Martine en voyage (1954) - Anita Aprende a Ler* - [3] - Martine à la mer (1955) - Anita na Praia - [4] - Martine au cirque (1956) - Anita no Circo - [5] - Martine vive la rentrée! (1957) - Anita na Escola - [6] - Martine à la foire (1958) - Anita no Carrossel - [7] - Martine fait du théâtre (1959) - Anita no Teatro - [8] - Martine à la montagne (1960) - Anita na Montanha - [9] - Martine fait du camping (1960) - Anita no Campo - [10] - Martine en bateau (1961) - Anita em Viagem* - [11] - Martine et les 4 saisons (1962) - Anita e as Quatro Estações - [12] - Martine à la maison (1963) - Anita Dona de Casa - [13] - Martine au zoo (1963) - Anita no Jardim Zoológico - [14] - Martine fait ses courses (1964) - Anita Vai às Compras - [15] - Martine en avion (1965) - Anita de Avião - [16] - Martine monte à cheval (1966) - Anita a Cavalo - [17] - Martine au parc (1967) - Anita no Parque - [18] - Martine petite maman (1968) - Anita Mamã - [19] - Martine fête son anniversaire (1969) - Anita e a Festa de Anos - [20] - Martine embellit son jardin (1970) - Anita no Jardim - [21] - Martine fait de la bicyclette (1971) - Anita de Bicicleta - [22] - Martine petit rat de l'opéra (1972) - Anita no Ballet - [23] - Martine à la fête des fleurs (1973) - Anita na Festa das Flores - [24] - Martine fait la cuisine (1974) - Anita na Cozinha - [25] - Martine apprend à nager (1975) - Anita Aprende a Nadar - [26] - Martine est malade (1976) - Anita Está Doente - [27] - Martine chez tante Lucie (1977) - Anita e a Tia Lúcia - [28] - Martine prend le train (1978) - Anita de Comboio - [29] - Martine fait de la voile (1979) - Anita na Escola de Vela - [30] - Martine et son ami le moineau (1980) - Anita e o Pardalito - [31] - Martine et l'âne Cadichon (1981) - Anita e o Burrito - [32] - Martine fête maman (1982) - Anita e o Dia da Mãe * Titulo não traduzido literalmente | - [33] - Martine en montgolfière (1983) - Anita num Balão - [34] - Martine à l'école (1984) - Anita Vai às Aulas - [35] - Martine découvre la musique (1985) - Anita Descobre a Música - [36] - Martine a perdu son chien (1986) - Anita Perdeu o Cão - [37] - Martine dans la forêt (1987) - Anita na Floresta - [38] - Martine et le cadeau d'anniversaire (1988) - Anita e a Prenda de Anos - [39] - Martine a une étrange voisine (1989) - Anita e a Vizinha do Lado - [40] - Martine, un mercredi pas comme les autres (1990) - Anita e um Domingo Diferente - [41] - Martine, la nuit de Noël (1991) - Anita e a Noite de Natal - [42] - Martine va déménager (1992) - Anita Muda de Casa - [43] - Martine se déguise (1993) - Anita e o Baile de Máscaras - [44] - Martine et le chaton vagabond (1994) - Anita e os Gatinhos - [45] - Martine, il court, il court le furet (1995) - Anita de Férias com os Avós - [46] - Martine, l'accident (1996) - Anita no Hospital - [47] - Martine baby-sitter (1997) - Anita Baby Sitter - [48] - Martine en classe de découverte (1998) - Anita e a Visita de Estudo - [49] - Martine, la leçon de dessin (1999) - Anita e a Lição de Desenho - [50] - Martine au pays des contes (2000) - Anita no País dos Contos - [51] - Martine et les marmitons (2001) - Anita e o Curso de Culinária - [52] - Martine, La surprise (2002) - Anita e a Surpresa - [53] - Martine, L'arche de Noé (2003) - Anita e a Arca de Noé - [54] - Martine princesses et chevaliers (2004) - Anita Princesas e Cavaleiros - [55] - Martine, drôles de fantômes ! (2005) - Anita e os Fantasmas - [56] - Martine, Un amour de poney (2006) - Anita e os Póneis - [57] - Martine, J’adore mon frère! (2007) - Anita Adoro o Meu Irmão! - [58] - Martine et un chien du tonerre (2008) - Anita e o Cão Corajoso - [59] - Martine protège la Nature (2009) - Anita Protege a Natureza - [60] - Martine et le prince mystérieux (2010) - Anita e o Príncipe Misterioso |

## Anita noutras línguas
A personagem tem os seguintes nomes nas respectivas línguas:
- Albânia: Zana
- Bélgica (flamenga): Tiny
- Bélgica (francófona): Martine
- Portugal: Martine (Desde 2015) (Durante 61 anos denominada de "Anita")
- Espanha: Martita
- Estados Unidos da América: Debbie
- França: Martine
- Indonésia: Tini
- Itália: Cristina
- Macedónia: Mapuka
- Eslovénia: Marinka
- Suécia: Mimmi
- Turquia: Aysegül
- Países Baixos: Tiny